# Bradford (Ohio)
Pour les articles homonymes, voir Bradford (homonymie).
Bradford est un village américain situé dans les comtés de Darke et de Miami, dans l'Ohio. Selon le recensement de 2010, sa population est de 1 842 habitants.